# العلاقات الكونغوية الكيريباتية
العلاقات الكونغولية الكيريباتية هي العلاقات الثنائية التي تجمع بين جمهورية الكونغو وكيريباتي.

## مقارنة بين البلدين
هذه مقارنة عامة ومرجعية للدولتين:
| وجه المقارنة                                              | [[تصنيف:صفحات تستخدم رمز علم غير موجود\|]] جمهورية الكونغو | كيريباتي                        |
| --------------------------------------------------------- | ---------------------------------------------------------- | ------------------------------- |
| المساحة (كم2)                                             | 342.00 ألف                                                 | 811                             |
| عدد السكان (نسمة)                                         | 5.26 مليون                                                 | 116.40 ألف                      |
| الكثافة السكانية (ن./كم²)                                 | 15.38                                                      | 14.35 ألف                       |
| العاصمة                                                   | برازافيل                                                   | جنوب تاراوا                     |
| اللغة الرسمية                                             | لغة فرنسية                                                 | لغة إنجليزية، اللغة الكيريباتية |
| العملة                                                    | فرنك وسط أفريقي                                            | دولار كريباتي، دولار أسترالي    |
| الناتج المحلي الإجمالي (بليون دولار)                      | 8.72 مليار                                                 | 196.15 مليون                    |
| الناتج المحلي الإجمالي (تعادل القوة الشرائية) بليون دولار | 29.48 مليار                                                | 224.26 مليون                    |
| الناتج المحلي الإجمالي الاسمي للفرد دولار أمريكي          | 1.85 ألف                                                   | 1.42 ألف                        |
| الناتج المحلي الإجمالي للفرد دولار أمريكي                 |                                                            | 1.81 ألف                        |
| مؤشر التنمية البشرية                                      | 0.591                                                      | 0.590                           |
| رمز المكالمات الدولي                                      | +242                                                       | +686                            |
| رمز الإنترنت                                              | .cg                                                        | .ki                             |
| المنطقة الزمنية                                           | ت ع م+01:00                                                |                                 |

## منظمات دولية مشتركة
يشترك البلدان في عضوية مجموعة من المنظمات الدولية، منها:
| علم المنظمة | اسم المنظمة                                 | تاريخ انضمام جمهورية الكونغو | تاريخ انضمام كيريباتي |
| ----------- | ------------------------------------------- | ---------------------------- | --------------------- |
|             | مؤسسة التمويل الدولية                       | 1 أكتوبر 1980                | 2 أكتوبر 1986         |
|             | مؤسسة التنمية الدولية                       | 8 نوفمبر 1963                | 2 أكتوبر 1986         |
|             | الأمم المتحدة                               | 20 سبتمبر 1960               | 14 سبتمبر 1999        |
|             | مجموعة دول أفريقيا والكاريبي والمحيط الهادئ | ?                            | ?                     |
|             | البنك الدولي للإنشاء والتعمير               | 10 يوليو 1963                | 29 سبتمبر 1986        |
|             | يونسكو                                      | 24 أكتوبر 1960               | 24 أكتوبر 1989        |
|             | منظمة حظر الأسلحة الكيميائية                | ?                            | ?                     |